# ノア・サディキ
ノア・ジュニオール・サディキ（Noah Junior Sadiki, 2004年12月17日 - ）は、ベルギー・ブリュッセル出身のプロサッカー選手。サンダーランドAFC所属。コンゴ民主共和国代表。ポジションはディフェンダー、ミッドフィールダー。

## クラブ経歴
2011年に6歳でRSCアンデルレヒトのユースアカデミーに加入。2022年に最初のプロ契約を結び、トップチームデビューを果たした。
2023年7月27日にロイヤル・ユニオン・サン＝ジロワーズへ完全移籍し、4年契約を結んだ。移籍金は140万ユーロ。
2025年7月4日、サンダーランドAFCに移籍した。契約期間は5年間。

## 代表経歴
ベルギー、コンゴ民主共和国の代表資格を持ち、2022年にU-20ベルギー代表に選出されたが、2023年9月にコンゴ民主共和国代表でプレーすることを発表し、U-21コンゴ民主共和国代表に選出された。
2024年10月6日、アフリカネイションズカップ予選のギニア戦でコンゴ民主共和国A代表デビューを果たした。

## 個人成績

### 代表
| コンゴ民主共和国代表 | 国際Aマッチ | 国際Aマッチ |
| 年                   | 出場        | 得点        |
| -------------------- | ----------- | ----------- |
| 2024                 | 6           | 0           |
| 2025                 | 3           | 0           |
| 通算                 | 9           | 0           |